# Celestino Rocha da Costa
Celestino Rocha da Costa (* 25. September 1938; † 23. Dezember 2010 in Lissabon) war von 1988 bis 1991 Premierminister von São Tomé und Príncipe.

## Politische Laufbahn
Er studierte Rechtswissenschaft und gehörte zur Partei Movimento de Libertação de São Tomé e Príncipe (MLSTP), die das Land seit der Unabhängigkeit von Portugal 1975 als Einheitspartei regierte. Zunächst arbeitete er für das Justizministerium und gehörte seit 1976 in verschiedenen Ressorts der Regierung an. Zuletzt war er ab Anfang 1986 Minister für Erziehung, Arbeit und Soziales.
Im Januar 1988 wurde durch eine Verfassungsänderung das Amt des Premierministers wieder eingeführt und er wurde von Präsident Manuel Pinto da Costa zum Regierungschef ernannt. Vom 8. Januar 1988 bis zum 7. Februar 1991 war er im Amt. Seiner Regierung gehörte auch der aus dem Exil zurückgekehrte Oppositionelle und spätere Premierminister Carlos da Graça als Außenminister an. Im Februar und März 1988 konnte die Armee Putschversuche unterbinden, hinter denen Oppositionelle mit Sitz in Gabun vermutet wurden.
Nach Einführung der Demokratie 1990/1991 verlor seine Partei, die im Herbst 1990 in MLSTP-PSD umbenannt wurde, vorübergehend ihre bisherige Dominanz. Bei den ersten freien Wahlen am 20. Januar 1991 erreichte die MLSTP-PSD 30,5 % der Stimmen sowie 21 der 55 Parlamentssitze und ging in die Opposition.